# Специальные военно-воздушные силы ВВС Малайзии
Специальные военно-воздушные силы (малайск. Pasukan Khas TUDM, сокращённо PASKAU) — специальное подразделение ВBС Малайзии. Его основная функция — обеспечить защиту высокоценных целей, боевые поиски и спасание и спасание сбитых заданий летных экипажей. ПАСКАУ также было поручено в качестве основного анти-угон-ответа на гражданские и военные самолеты. Все члены ПАСКАУ проходят воздушно-десантную и специальную подготовку и могут быть развернуты за пределами вражеских линий по воздуху, морю и земле, чтобы помочь в целевом назначении для Вооруженных сил Малайзии и ВBС Малайзии Наступление миссии. Штаб-квартира ПАСКАУ известна как ВBС Малайзии Полк (малайск. Rejimen TUDM).

## История

### ХАНДАУ
ПАСКАУ может проследить свое начало до 1970-х годов, когда произошла минометная атака Коммунистической партии Малайзии, агенты извне авиабазы ВВС, Куала-Лумпур; это привело к разрушению транспортного самолёта ВВС DHC-4 Caribou.
Из этого инцидента конкретная директива BBC привела к формированию оперативной силы для безопасности авиабаз ВВС, которая ранее была Королевским военным корпусом полиции (малайск. Kor Polis Tentera DiRaja). Элитная сила, она была известна как Воздушные и наземные силы обороны (малайск. Pasukan Pertahanan Darat dan Udara; HANDAU) или его сокращением  ХАНДАУ; он был создан 1 апреля 1980 года. Новая сила была поручена как элитная специальная сила безопасности для авиабаз ВBС Малайзии. Первая эскадрилья ХАНДАУ была названа 102 эскадрильей ХАНДАУ. Небольшое количество малайзийских армий Группа Джерак Хас коммандос были прикреплены к ХАНДАУ в качестве ВBС Малайзии воздушная спасательная команда.

### ВBС Малайзии Штаб-квартира службы безопасности
102-я эскадрилья была первым подразделением, которое взяло на себя обязанности по обеспечению безопасности от Королевским военным корпусом полиции на ВBС Малайзии на авиабазе Куала-Лумпур, 1 апреля 1980 года, ВBС Малайзии Штаб-квартира полка безопасности (малайск. Markas Rejimen Keselamatan TUDM — MAREJ) был создан как штаб-квартира ХАНДАУ, а с момента создания штаб-квартиры до 1 марта 1987 года было создано ещё десять эскадрилий ХАНДАУ.

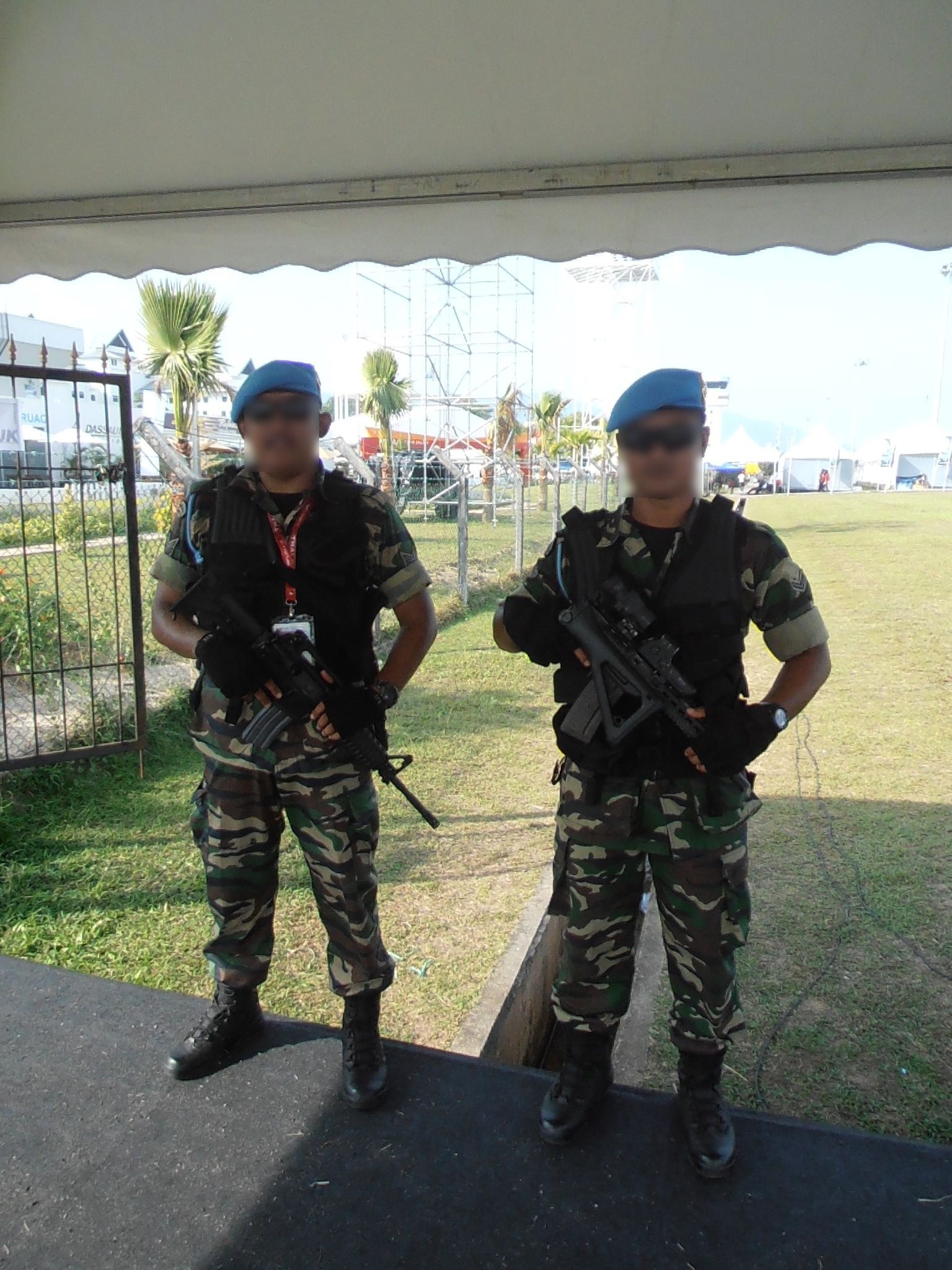
Персонал полевой защиты от ПАСКАУ, вооруженный Colt M4A1 и SIG SG — 553SB штурмовые винтовки, на страже в международном аэропорту Лангкави во время Международной морской и аэрокосмической выставки Лангкави 2013 или LIMA 2013.

| Branch                | Base                                              | Year Formed        |
| --------------------- | ------------------------------------------------- | ------------------ |
| 102 Эскадрилья ХАНДАУ | Авиационная база ВВС Куала-Лумпура, Куала-Лумпура | 1 апреля 1980 г.   |
| 103 Эскадрилья ХАНДАУ | Авиационная база ВВС Куантана, Паханг             | 18 ноября 1980 г.  |
| 104 Эскадрилья ХАНДАУ | Баттервортская авиационная база ВВС, Пенанг       | 10 января 1981 г.  |
| 202 Эскадрилья ХАНДАУ | Авиационная база ВВС Ипоха, Перак                 | 9 февраля 1981 г.  |
| 105 Эскадрилья ХАНДАУ | Авиакомпания Kuching BBC, Саравак                 | 7 апреля 1981 г.   |
| 107 Эскадрилья ХАНДАУ | Авиационная база Алор Сетар ВВС, Кеда             | 7 июля 1981 г.     |
| 109 Эскадрилья ХАНДАУ | DEBKAT Субанг, Селангор                           | 6 августа 1981 г.  |
| 204 Эскадрилья ХАНДАУ | Авиационная база ВВС Клуанг, Джохор               | 19 августа 1981 г. |
| 201 Эскадрилья ХАНДАУ | Букит Джугра BBC авиабаза, Селангор               | 27 августа 1987 г. |
| 208 Эскадрилья ХАНДАУ | Авиационная база Субанг ВВС, Селангор             | 1 сентября 1987 г. |
| 106 Эскадрилья ХАНДАУ | Авиабаза BBC в Лабуане, Сабах                     | 1 марта 1987 г.    |

### ВBС Малайзии Полк
Начиная с создания MAREJ в 1980 году, MAREJ напрямую отчитывается перед командованием ВВС (малайск. Markas Tentera Udara — MTU) для всех операций с эскадрильями ХАНДАУ. 1 июня 1983 года MAREJ был переведен под командование ВБС Малайзии (малайск. Markas Besar Udara — MABES). 1 июня 1993 года ВBС Малайзии был реорганизован, и MAREJ был переименован в ВBС Малайзии полка, и в то же время эскадрильи ХАНДАУ были переименованы в ВBС Малайзии Эскадрильи Пророка. ВBС Малайзии Проректорские эскадрильи получили задачу обеспечения безопасности для ВБС Малайзии Форвардные операционные базы. В то же время два элемента специальных операций также были введены в ВBС Малайзии Полк. Элементы специальных операций Команда боевых спасателей (малайск. Tim Penyelamat Tempur Udara) и Быстрое развертывание (малайск. Pasukan Gerak Cepat).

### воздушные силы и Паскау
В 1996 году элементы специальных операций были реорганизованы и переданы с новым именем — Pasukan Khas Udara (сокращенно: PKU; 'воздушные силы'). Сила ФКУ была увеличена, и её роль контртерроризм, нетрадиционные боевые действия и поисково-спасательные миссии. Новая сила получила подготовку от спецназа армии. Они также получили специальную подготовку от Особой воздушной службы и Специальных сил США.
17 марта 1999 года воздушные силы были переведены с ВBС Малайзии на воздушную базу Куала-Лумпур на авиабазу ВBС Малайзии Jugra. Эскадрильи ВBС Малайзии Пророка были отделены от ВБС Малайзии Полк и переведены в один отдел — ВBС Малайзии Полк Проректорский маршал. 1 апреля 2002 года, спустя 22 года после создания ХАНДАУ, воздушные силы теперь официально известны как Pasukan Khas TUDM (сокращенно ПАСКАУ; 'Специальные военно-воздушные силы ВBС Малайзии').
24 января 2008 года Султан Паханг, Султан Хаджи Ахмад Шах Ал-Мустаин Биллах ибни Султан Абу Бакар Риаятуддин Ал-Муадзам Шах, был сделан Почетный полковник подразделения, когда он почитал Почетного Берета ПАСКАУ начальником ВВС, Генерал Тан Шри Азизан Ариффин (в дальнейшем в должности начальника Сил обороны в 2009 году) в ВБС Малайзии Югруский полк, Букит Югра, Селангор.

## Боевые элементы

### 1980—1993
ВBС Малайзии Штаб-квартира службы безопасности
- Воздушные и наземные силы обороны (ХАНДАУ)
- Группа спасения воздуха

### 1993—2002
ВBС Малайзии Полк
- Эскадрильи Пророка
- Специальные операции
  - Быстрое развертывание
  - Команда боевых спасателей

### Текущие боевые формирования
Теперь официально это полк ВВС, который лучше известен как ПАСКАУ. Сегодня он действует непосредственно в штаб-квартире, работает на воздухе и базируется на авиабазе Букит Югра, Бантинг. Ниже представлены три основные эскадрильи ПАСКАУ в операционном отделении полка, ответственного за специальные операции
| Филиал                            | ответственность                                                                       | Роли |
| --------------------------------- | ------------------------------------------------------------------------------------- | --- |
| Команда спасения заложников рейса | Специальные операции и борьба с терроризмом                                           | Команда по спасению заложников во время захвата самолётов находится под эскадрильей боевого крыла (малайск. Skuadron Sayap Tempur; SST); это боевая рука ПАСКАУ. Расположенная на BBC Букит Югра, прошедшая подготовку в области борьбы с терроризмом, спасения заложников, проникновения и саботажа, она может работать позади вражеских линий обороны, чтобы уничтожить или отключить целевые ценности. Оно имеет AN/PEQ-1 SOFLAM Ground Laser Target Designation, чтобы обеспечить предварительное получение и отслеживание целей для нападения самолетов. Существует также команда по спасению заложников, которая специализируется на спасательных операциях при захвате самолета. Каждая миссия включает в себя шесть человек с различными специализациями, такими как перекрестные обученные сигналяры, медики, специалисты по оружию, эксперты по сносу, снайперы и лодочники. Эти сотрудники оснащены легкими вооружениями, такими как Colt M4A1, SIG-553 LB штурмовая винтовка и M249 SAW. Для Близкие кварталы Боевые операции, такие как спасение заложников или борьба с терроризмом, используются HK MP5 пистолет-пулеметs, Benelli M4 Super 90 дробовики и карабины М4, оснащенные EOTech прицел голографического оружия. |
| Боевая авиационная эскадрилья     | Боевой поиск и спасение                                                               | Боевая авиационная эскадрилья (малайск. Skuadron Penyelamat Tempur Udara; SPTU), способна проводить спасательную операцию позади вражеских линий. Он состоит из шести отрядов, действующих с авиабаз со вспомогательным центром спасения в Куала-Лумпуре, Куантане, Баттерворт, Гонг-Кедаке, Кучинге и Лабуанских АФБ. АВТОМОБИЛЬ также способен на спасение по морю через свою Морскую спасательную группу, базирующуюся в Буките Югре. |
| Полевая эскадрилья                | Специальные защитные устройства, контрольные датчики и передние воздушные контроллеры | Эскадрилья полевой защиты (малайск. Skuadron Kawalan Medan; SKM) обеспечивает особую защиту для высокоценных целей, таких как радиолокатор противовоздушной обороны и форвардные операционные базы. Высокая целевая защита не только включает в себя установку, но и закрытую или специальную эскортную службу. Эта команда оснащена системой обнаружения вторжений для защиты зон. Во время высадки на территорию противника они были бы следопытами и могли действовать в качестве наземных воздушных регуляторов. |

## Национальные силы специальных операций
В 2016 году основные оперативники по борьбе с терроризмом в Малайзии были сформированы в одну специальную оперативную группу. Несколько оперативников из команды по спасению заложников из ПАСКАУ выбраны для участия в качестве национальных сил для специальных операций.

## Обучение и экспертиза

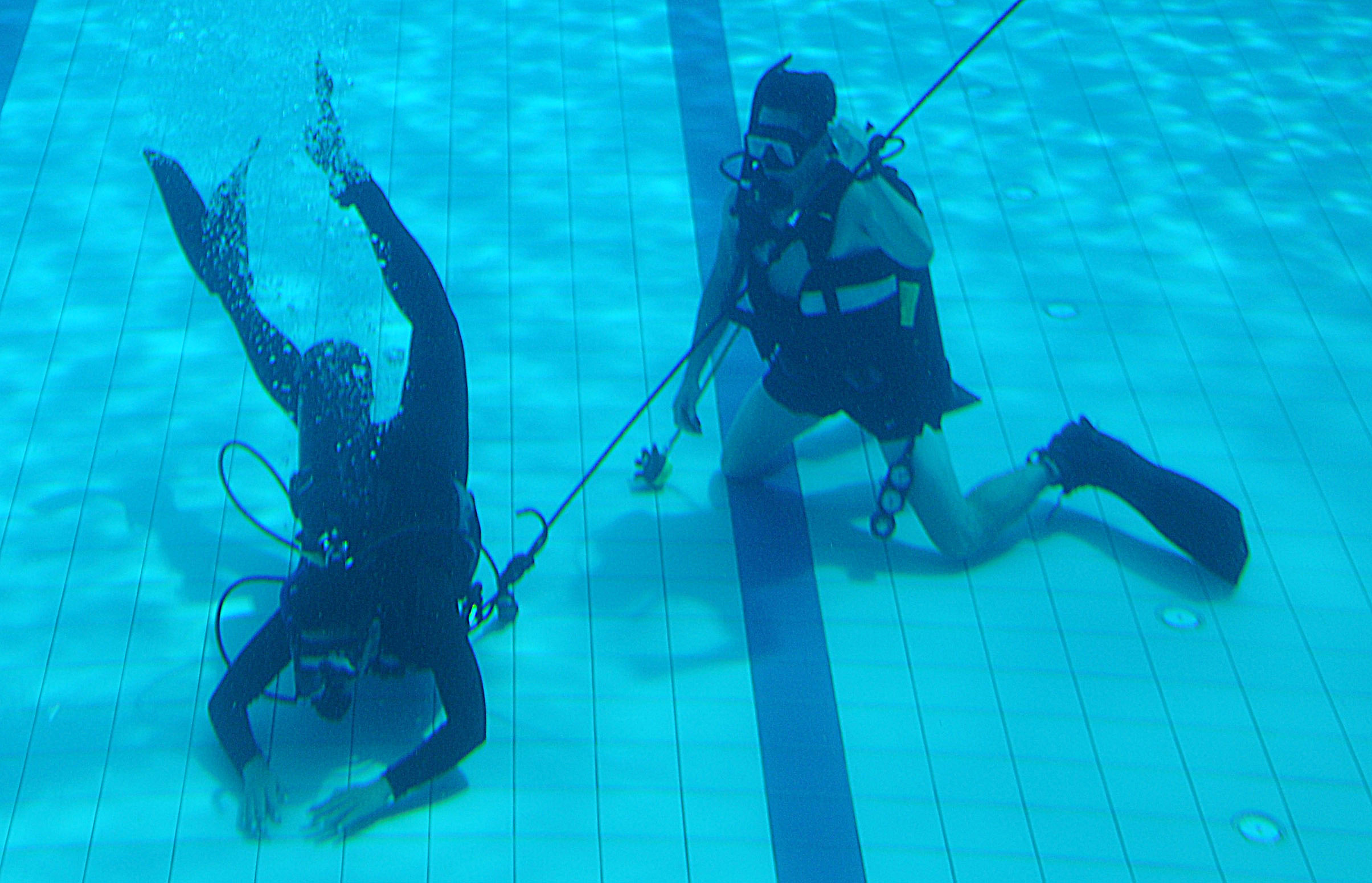
Пассажир из 320-й эскадрильи специальной тактики наблюдает за тем, как член Королевской малайзийской военно-воздушной силы Паскау проводит поисковую схему во время подводного поиска и восстановления курса здесь 28 мая в составе Teak Mint 09-1.

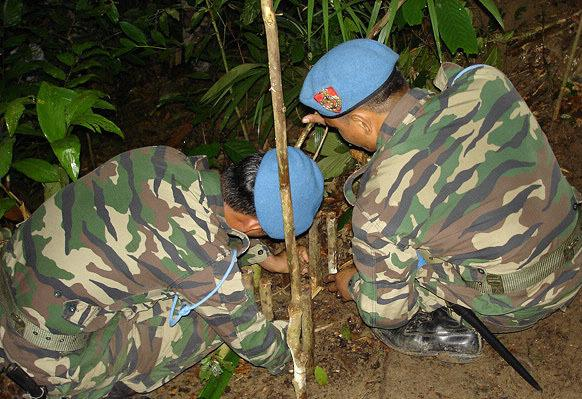
Командиры ПАСКАУ-коммандос просто вывешивают палатку во время тренировки по выживанию в лесу.

Каждому офицеру и солдату предоставляется голубой берет, когда он проходит командный курс (малайск. Kursus Komando TUDM) и кинжал-коммандос по успешному завершению экспертного курса ПАСКАУ. Затем они проводят углубленное обучение, которое позволяет им принимать участие во всех операциях.

### BBC Командный курс
Этот курс длится 12 недель и имеет шесть модулей. В этом курсе стажеры будут изучать наземное, морское и воздушное развёртывание, тактику ведения войны в джунглях, саботаж и спасение заложников.
1. Модуль лагеря
2. 160 км Маршрут дальнего следования[3]
3. Учебный модуль джунглей
4. Модуль подготовки воды
5. 120 км Модуль темной воды
6. Выживание, побег, сопротивление, модуль уклонения

### Экспертный курс
Оперативники ПАСКАУ способны проводить операции с использованием:
тактический
- Ближний бой
- Боевые пловцы
- Контрпартизанская война
- Контртерроризм
- Контр-снайперская тактика
- Лазерное обозначение — Используя AN/PEQ-1 SOFLAM, 'красят' вражеские мишени, маркируя их для атаки с помощью пневматического оружия с лазерным наведением, такого как Paveway II Бомба с лазерным наведением
- Меткая стрельба
- Саботаж
- Sang Moo Doo (многоцелевые боевые искусства, в том числе Айкидо, Дзюдо, Карате и Тхэквондо)[9]
- Снайпер
- Нетрадиционные боевые действия

Методы вставки

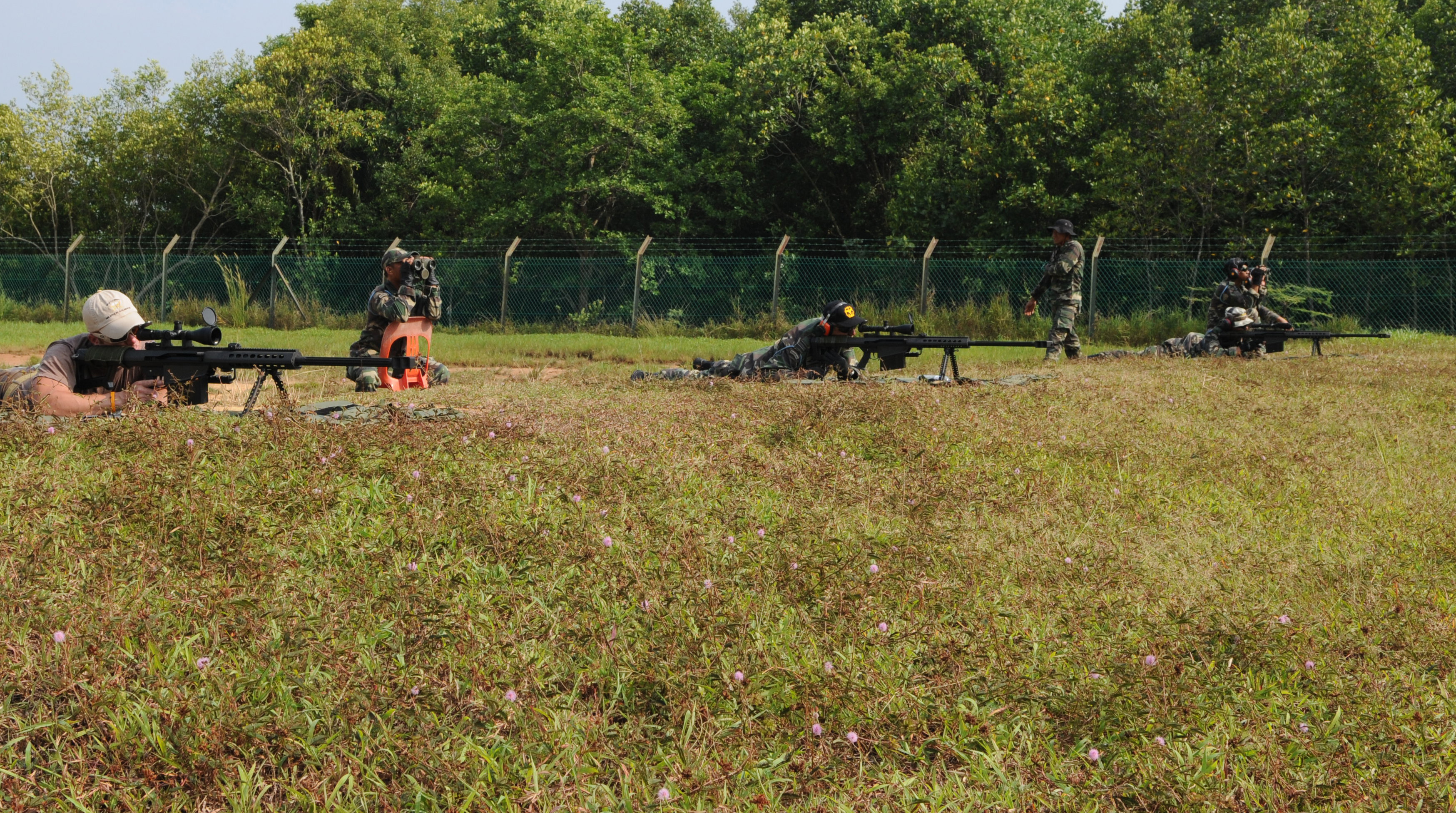
Члены 320-й эскадрильи специальной тактики и члены ПАСКАУ Королевских военно-воздушных сил Малайзии выстраивают свои снимки с использованием снайперской винтовки M107 0,50 калибра во время тактического дальнего стрельбища здесь 29 мая в составе Teak Mint 09-1.

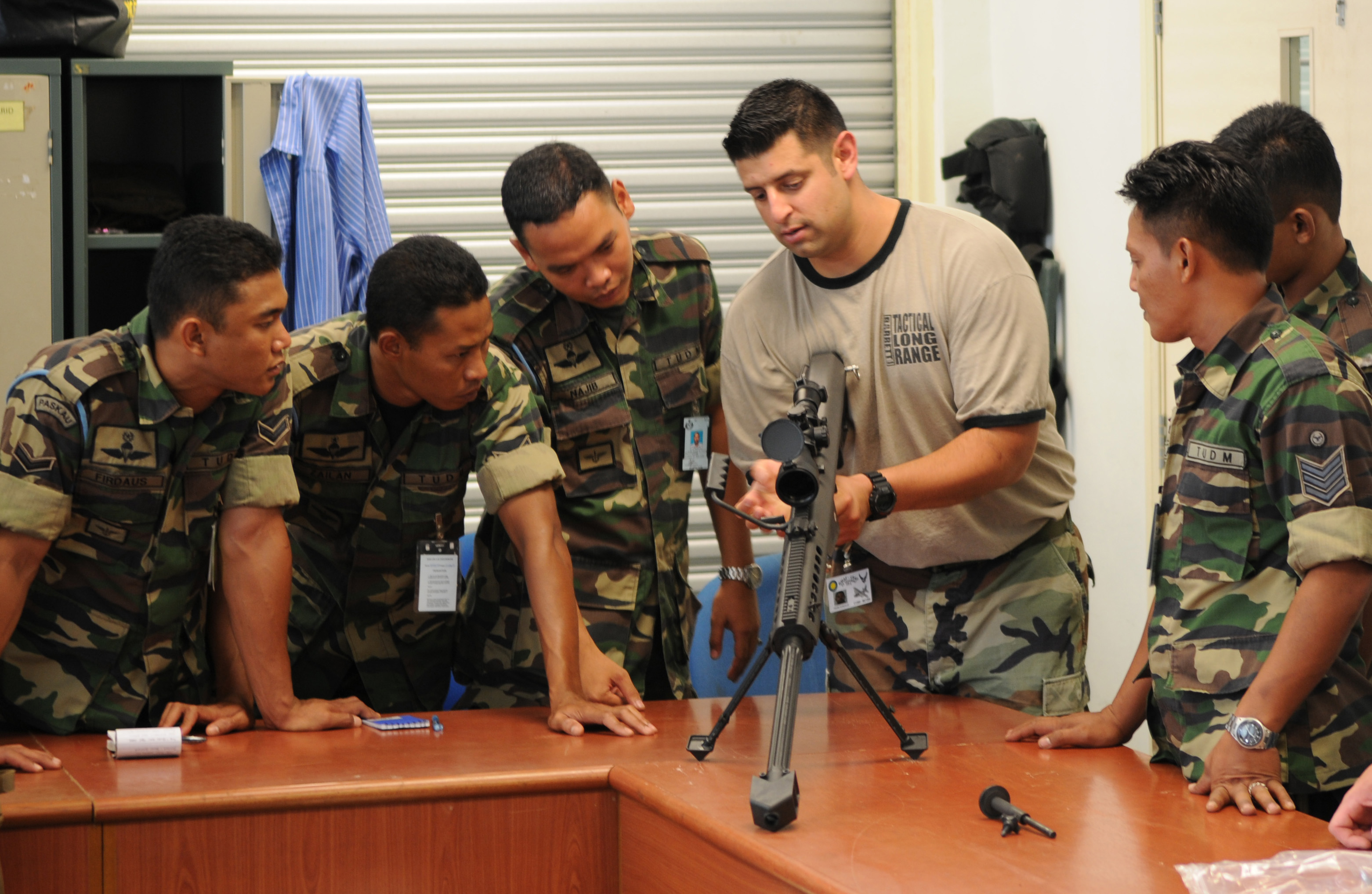
Специалист по оружию с 320-й эскадрильей специальной тактики и членами ПАСКАУ, как выполнить проверку функции на снайперской винтовке калибра M107 .50 во время тактического дальнего стрельбища в составе Teak Mint 09-1.

- Высокое открытие — высокое открытие парашюта
- Наведение курсора
- Дюльфер

Сбор разведывательных данных
- Специальная разведка
- Контрразведка
- Радиоэлектронная разведка — РЭР
- Патруль разведки дальнего радиуса действия
- Обеспечение базовой безопасности для установок.

Экспертиза ориентирована
- Боевой поиск и спасение (спасение дружественных подразделений из-за вражеских линий)
- Уличный бой
- Спасение заложников
- Специальные снос
- Обезвреживание боеприпасов

ПАСКАУ способен эффективно выполнять операции по спасению заложников в любой ситуации и рассматривается как основной ответ на анти-угон для гражданских и военных самолетов. Эта задача была взята у группы Джерак Хас. Подразделение также участвовало в специальной подготовке с британцами Особая воздушная служба и Силы специальных операций США. 6 мая 2004 года только 81 из 198 человек получили свои синие береты, в том числе лучший стажер Ласкар Удара Меор Мохд Назри Осман, 23 года, переживший сложную трехмесячную серию 07/2004 Базовый командный тренинг в то время как в октябре 2007 года только 20 из 54 стажеров успешно завершили трехмесячную учебную программу.
С 28 мая 2009 года ПАСКАУ участвовала в Военно-воздушные силы США 320-я специальная эскадрилья тактики в рамках подводного поиска и восстановления в рамках совместного учебного упражнения под кодовым названием Тиковый монетный двор 09-1. Помимо совместного обучения, BBC США представила Barrett M107 крупнокалиберную снайперскую винтовку для использования BBC Малайзии специальной командой. Teak Mint 09-1 — это совместная тренировочная программа, предназначенная для Американо-малайзийские военная подготовка и возможности.

## Роль
Создание ПАСКАУ увеличило возможности BBC Малайзии в специальных воздушных операциях, таких как боевой поиск и спасение. Он также должен быть способен обеспечить надежную защиту BBC Малайзии и быть в состоянии помочь в выполнении авиаударов с использованием специального оружия. ПАСКАУ состоит из специально отобранного и обученного персонала полка BBC Малайзии. Роль этого подразделения сильно отличается от армии Группа Джерак Хас; или военно-морской флот ПАСКАЛЬ.

## Тождества

### Голубой берет

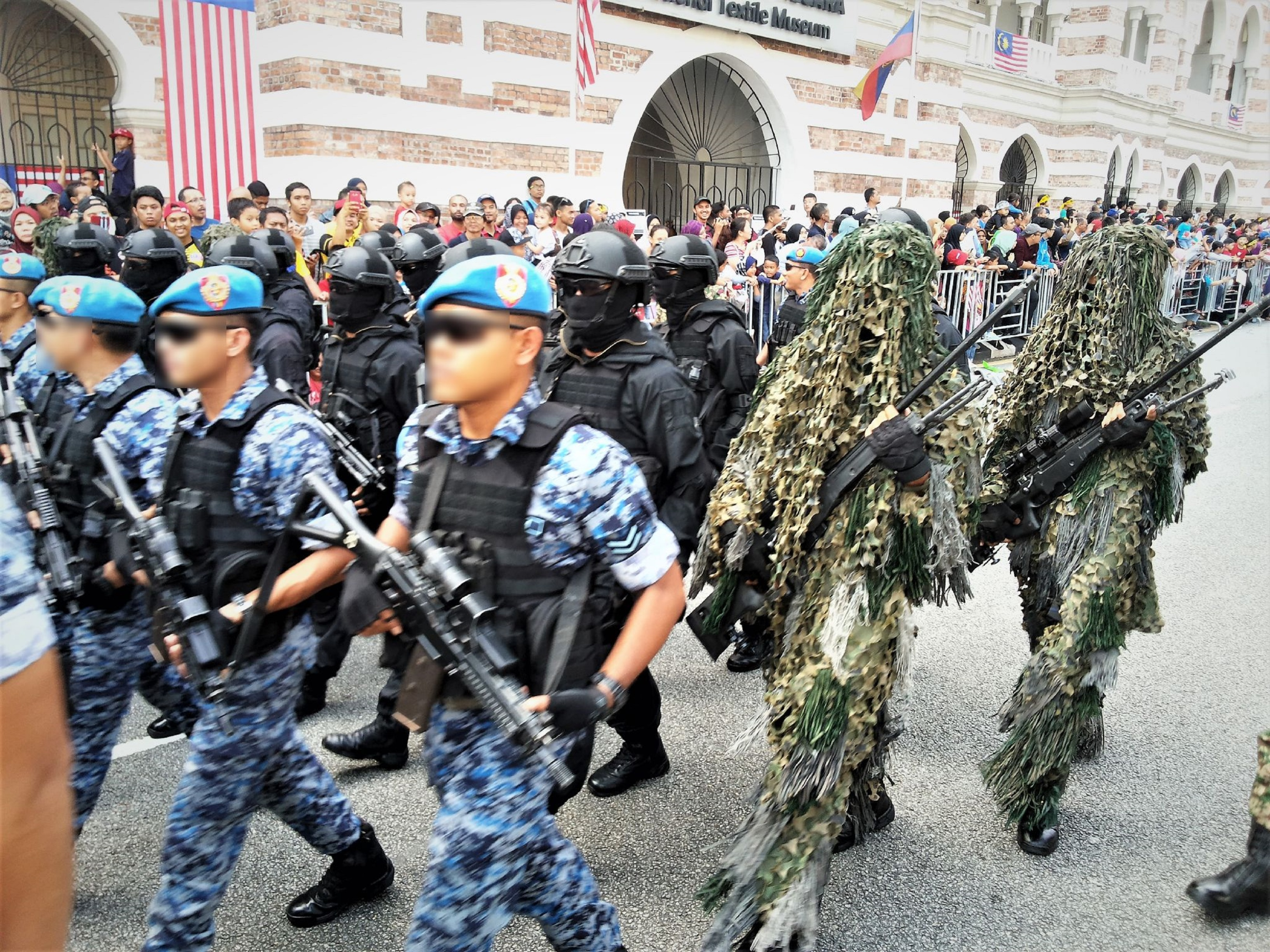
Отряды ПАСКАУ с одетыми в цифровую камуфляж № 4, тактическое снаряжение и костюмы ghillie в парадном параде в Национальном параде в 2017 году.
Примечание: обратите внимание на то, как берет носит коммандос.

Небесно-голубой берет носили все летчики ХАНДАУ, а затем делились между всеми подразделениями под ВBС Малайзии Полк — командами специальных операций ВBС Малайзии и эскадрильями ВBС Малайзии Революции. Первоначально обученный боевым персоналом ХАНДАУ носил зелёный берет с эмблемой GGK, похожей на GGK, но с поддержкой ХАНДАУ. После того, как ВБС Малайзии был отделен от ВBС Малайзии Полк, голубой берет разрешается носить только членам ПАСКАУ. ВBС Малайзии Провот дается с синим беретом, похожим на другие обычные ВBС Малайзии. Все обученные бригадиром команды ВBС Малайзии получили выбор либо присоединиться к ПАСКАУ, либо переехать в ВBС Малайзии Джазовая авиабаза, либо остаться с проректором и их исходными базами.
Положение значка крышки носится лицом к лицу между концом бровь и над ухом — подобно всем другим малайзийским командованным обученным элитам.

### Голубой шнур
Каждому обученному коммандоу ХАНДАУ давали светло-синий талреп вместе с зелёным беретом и Боевой кинжал Ферберна-Сайкса рукопашный кинжал после того, как они закончили обучение своих спецназовцев в Учебном центре специальных боевых действий. Традиция подачи светло-синего шнурка была унаследована RGKM от 40-й коммандос, Королевская морская пехота Великобритании. Традиция продолжается ХАНДАУ, а позже ПАСКАУ даже после того, как ВBС Малайзии создали свой собственный учебный центр для коммандос в 1993 году.

### Тактический нож
ПАСКАУ больше не выпускает коммандос-кинжал Боевой кинжал Ферберна-Сайкса своим членам. Каждый выпускник учебно-тренировочного центра ВBС Малайзии будет выпущен тактическим ножом. Это символ спасения джунглей.

### Подкладка ПАСКАУ
Операторы ПАСКАУ носят плечевую вышивку, вышитую «PASKAU» на рукаве правого плеча. Наплечные пластины являются синонимом элитных сил в Малайзийских вооруженных силах.

## Оружие

### Пистолеты

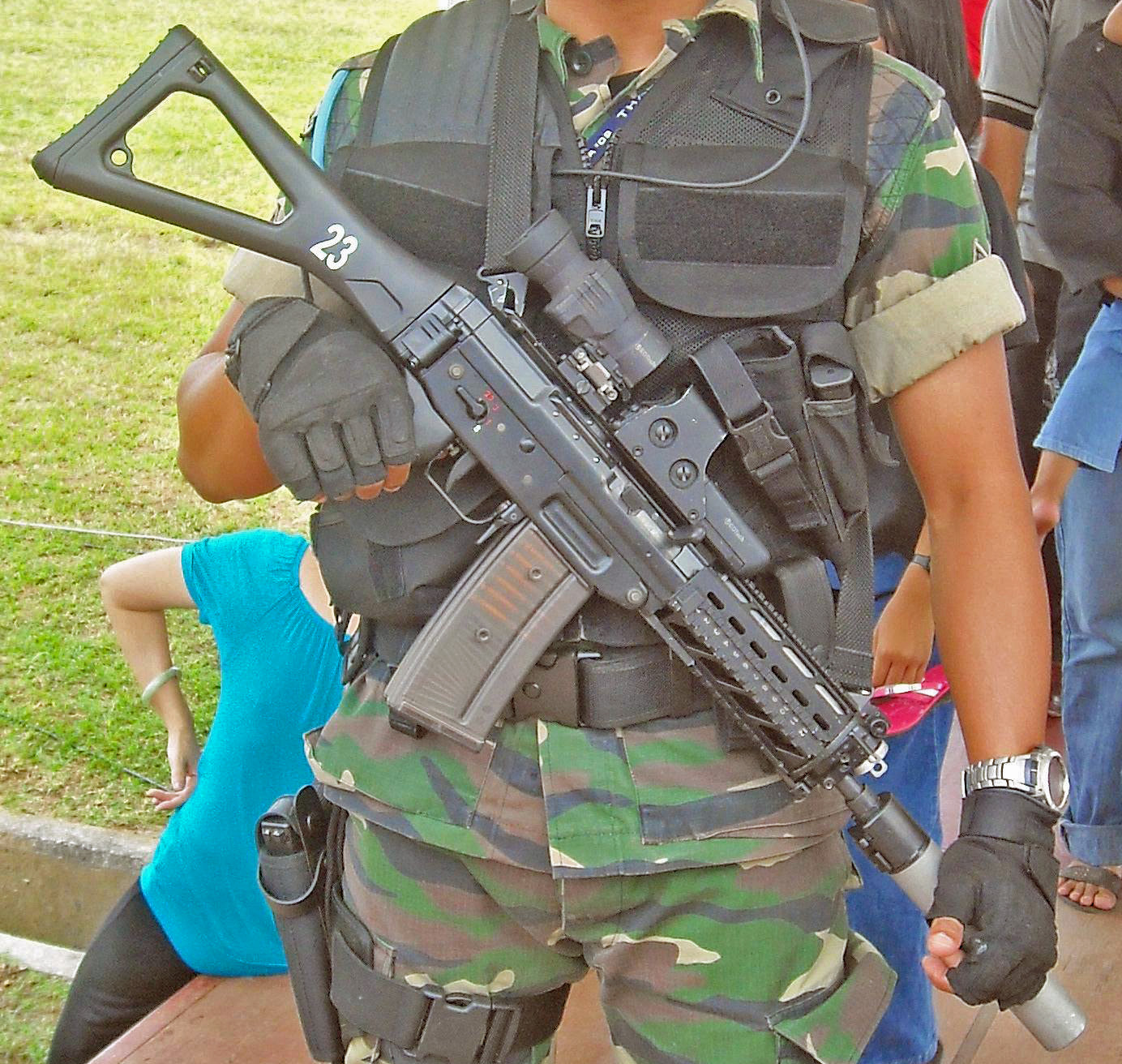
Штурмовая винтовка SIG SG 553LB, оснащенная голографическим прицелом EOTech и супрессором Брюггера и Тома, является частью оружия, принадлежащего коммандос ПАСКАУ.

- Browning Hi-Power
- Glock
  - Glock 18C
  - Glock 19
  - Glock 34[16]
- Sphinx 3000

### Ружья
- Benelli M1014 — полуавтоматический дробовик с 12 калибрами.
- Mossberg 590A1
- Remington 870 — как M870 и модульный боевой дробовик.

### Пистолеты-пулеметы
- Colt 9mm SMG — вариант M16, помещенный в 9 × 19 мм Парабеллум
- FN P90
- HK MP5
  - MP5A5
  - MP5-K
  - MP5K-A4
  - MP5SD6[16]

### Карабины
- Colt M4A1 — Стандартные винтовки вооруженных сил Малайзии
- SIG SG 553
  - SG-553 LB
  - SG-553 SB[17]

### Контр-снайперские винтовки
- Barrett M107 — при использовании в ответ на требования, предъявляемые к противотанковой и противонаводской винтовке.

### Назначенные винтовки стрелков
- HK PSG1 — Улучшенная версия винтовки G3.

### Снайперские винтовки
- Accuracy International Arctic Warfare
- DSR-1
- Blaser R93

### Пулеметы
- M249 SAW — Пулемет 5,56 × 45 мм.
- FN Minimi Mk.3 — Пулемет 7,62 × 51 мм.

### Гранатометы
- M203A1/A2
- Milkor M32 MGL

## Функции
ПАСКАУ вскоре стал очень важным активом для BBC Малайзии. Развёртывание группы обычно происходит по воздуху по воздуху, как в мире, так и в войне. Возможности персонала ПАСКАУ включают:

### Целевая маркировка
Чтобы отметить цель для авиаудара, например радар или Зенитная управляемая ракета (ЗУР) сайты, подразделения должны быть способны проникнуть за линию обороны противника. Затем цель можно «отметить», используя GLTD II.

### Безопасность важных объектов
Подразделение должно защищать критические зоны BBC Малайзии от атак наземных войск противника. Задача усложняется в передовых местах и в других агрессивных средах, где уровень угрозы выше.

### Поиск и спасение
Поисковые и спасательные миссии, на суше (по обе стороны от линий) и на море, являются ответственностью ПАСКАУ. Обычно встречаются самые разнообразные обстоятельства. Например, когда вертолет Sikorsky S61 'Nuri' разбился на склонах Гунунг Гера в ноябре 1989 года, достижение обломков потребовало спуска в джунгли. Другие миссии показаны в разделе «Последние действия» далее по этой странице.

### Контртерроризм
Инциденты, связанные с захватами самолетов и террористами по всей Малайзии, попадают под юрисдикцию ПАСКАУ. Подразделение подготовлено для решения проблемы с минимальным воздействием на пассажиров и самолеты.

## Возможности

### Мобильность
ПАСКАУ можно быстро доставляться в зону операции по суше, воздуху или по морю.

### Гибкость
Группа может быть развернута независимо или в составе совместной целевой группы с другими группами специальных операций.

### Устойчивость
Устройство может работать самостоятельно и проводить специальные операции в течение продолжительных периодов времени без внешней помощи.

### Технологии
Группа имеет доступ к высокотехнологичному оборудованию и вооружению, чтобы улучшить свою способность выполнять сложные и требовательные специальные операции.

### Особая тренировка
В группе используется специальная физическая подготовка, которая превышает уровень обычных сил. Это делается для того, чтобы операторы были хорошо подготовлены к выполнению чрезвычайно требовательных специальных операций. Они особенно подходят для классифицированных миссий с участием небольших подразделений.

## Миссия и будущее
Будущее направление для PASKAU включает в себя постоянное расширение опыта и ролей команды, а также повышение эффективности команды с использованием более нового и более совершенного оборудования.

## Последние действия

### Операция «Даулат»
В марте 2013 года коммандос ПАСКАУ был отправлен на совместную операцию со всеми подразделениями Малайзийских вооруженных сил, Королевской Малайзийской полиции и Малайзийским агентством по обеспечению соблюдения морских судов силами спецназа по осуществлению операции «Даулат» путем проведения психологических операций против террористов Сулу, бросив листовки, чтобы призвать их к сложить оружие и сдаться властям. Коммандос PASKAU был известен своей ролью отмечать цель врагов с помощью GLTD, чтобы осветить лазерные бомбы, которые они сбрасывали истребителями F / A-18D Hornet из 18-й эскадрильи и Hawk 208 из 15-й эскадрильи, чтобы нанести удар по лагерям террористов в Кампунге Тандуо, Лахад Дату.

### МАЛКОН — ИСАФ
Специальные силы включали ПАСКАУ, 10-ю бригаду десантников, группу Герака Хаса и ПАСКАЛ, были развернуты с другим малайзийским контингентом, чтобы задействовать административную нагрузку на Международные силы содействия безопасности (ИСАФ) в Афганистане. Команда, в которой находились 40 солдат для оказания помощи Вооружённые силы Новой Зеландии в миссиях по поддержанию мира и гуманитарной помощи в районе Бамиан, Афганистан.

### Генетический инцидент с Семпой
В июле 2007 года ПАСКАУ с 10 бригадой парашютистов, 22-й группой Гераком Хасом и антитеррористической полицией Пасукан Геракан Хас, при поддержке Военно-морской флот ВМС США (от USS Jarrett (FFG-33)), Полицейские главные оперативные силы Сеньо Праак, полицейское воздушное крыло, пожарно-спасательный департамент, департамент лесного хозяйства, департамент гражданской обороны (JPA3) и местные жители, были развернуты в поисково-спасательной операции после того, как вертолет Sikorsy S61 «Нури» BBC Малайзии вниз вместе с экипажем из шести близ Гентинг-Семпы, в Гентинг-Хайлендс. Спасательная команда, находившаяся на обломках 17 июля в 13 ч. 24 м. С оторванными лопастями ротора. Органы всех членов экипажа были найдены в кабине пострадавшего самолета.

### МАЛКОН — ЮНИФИЛ 2007
ПАСКАУ был частью контингента, в который также вошли 10 бригад десантников, группа Герак Хас и ПАСКАЛ, которые были развернуты для оказания помощи административной рабочей нагрузке в штаб-квартире Временных сил ООН в Ливане (ВСООНЛ) в Ливане, в которой находились 160 военнослужащих, в том числе 3 малайзийских спецназа Команды быстрого реагирования.

### Hawk 208 разбился
27 июня 2006 года ПАСКАУ участвовал в розыске майора Мухаммада Рохайзана бен Абдула Рахмана после того, как его боевик Hawk 208 упал в море у Ромпина, Паханг 31 мая 2006 года. Остатки пилота были обнаружены на морском дне Через 28 дней после крушения, в 150 метрах от побережья Пантай Ланьют, Ромпин, Паханг

### Букит Бату Тибанский инцидент
ПАСКАУ участвовал в спасательных операциях 28 июля 2005 года, после того, как вертолет Hornbill Skyway Bell 206 Jet Ranger разбился в Буките Бату Тибан, Улу Балех, Капит, недалеко от границы с Сараваком-Западом Калимантана. Три пассажира и пилот погибли, один пассажир выжил.

### Инцидент Бринчана
7 июня 2005 года в поисках четырёх детей, которые, как сообщается, пропали без вести в Гюнтере Бринчанге на Камеронском нагорье, были задействованы 21 ПАСКАУ и 35 операторов из 69 Commando. Все они были найдены через три дня.

### Пайпер 28 сбой
ПАСКАУ совместно с Департаментом гражданской авиации и 10-й бригадой парашютистов были задействованы 14 марта 2004 года в поисках и спасении людей, которые потерпели крушение на гражданском самолете Piper 28. Самолет упал в сильно лесной области в 3,2 км к юго-западу от плотины Лангат, Селангор. Пилот, капитан Насир Ма Ли Бен Абдулла, был убит, в то время как пассажир, Назарулла бин Мохд Султан, был найден живым.

### Лодка паскай
19 января 2003 года лодка из стеклопластика с двумя старшими офицерами и четырьмя военнослужащими из ПАСКАУ перевернулась после столкновения с большими волнами в бурных условиях. Это произошло во время разведывательных операций в районе Остров Сибу, Джохор около 10: 30 & amp; am. BBC Majors Одри Смит и Дамиан Себастьян, сержанты Радзи Бин Абдул Маджид и Саад Бин Че Омар были благополучно восстановлены, в то время как капралы Хаснул Бин Абдул Рахман и Аюб Бин Сиккек погибли.

### Букит Галла Инцидент
20 февраля 1999, года в ходе поисково-спасательных операций после гражданской кампании Beachcraft BE-36 было задействовано ПАСКАУ с полицейскими подразделениями Генерального штаба, Государственным департаментом лесного хозяйства, Департаментом гражданской обороны, Департаментом гражданской авиации и Департаментом пожарной и спасательной службы Негери-Сембилан. самолет врезался в склоны Букит Галла, Мантин, Негери Семмилан. Французский пилот и его пассажир, Патрик Датри и Натали Мари Чаппат, были убиты.

### Случай с Гунунга Гераха
14 ноября 1989 года ПАСКАУ участвовал в спасательных операциях после того, как вертолет BBC Sikorsky S61 «Нури» спустился по склонам Гунунга Гераха и Гунунга Билы возле границы Келантан-Перак. Было убито 21 человек, в том числе 15 полицейских из Главных оперативных сил Королевской полиции Малайзии.